# UFC Fight Night: Adesanya x Imavov
1. REDIRECIONAMENTO UFC Fight Night: Adesanya vs. Imavov